# Ptolomeo VII
Ptolomeo VII Neo Filopátor (griego: Πτολεμαίος Νέος Φιλοπάτωρ) supuesto faraón de la dinastía Ptolemaica de Egipto. 
Su identidad es controvertida, y es posible que nunca llegara a reinar, al menos, en solitario.

## Biografía
Ptolomeo VII habría sido hijo de Ptolomeo VI Filométor y Cleopatra II, y corregente con su padre en el año 145 a. C., siendo asesinado poco después por Ptolomeo VIII. En otra versión es identificado con Ptolomeo Menfita, hijo de Ptolomeo VIII y la propia Cleopatra II. 

## Titulatura
No se conocen títulos de Ptolomeo VII. 
Su nombre en escritura jeroglífica se escribía:
| \| \| | Q3 | R8 | V28 | M42 · W24 · V1 | A17 | X1 · I9 · Z1 | I9 · N36 |
|       |    |    |     |                |     |              |          |

|  |

| \| \| | Q3 | R8 | V28 | M42 · W24 · V1 | A17 | X1 · I9 · Z1 | I9 · N36 |
|       |    |    |     |                |     |              |          |

|  |

## Sucesión
| Predecesor: Ptolomeo VI Filomáter | Faraón de Egipto (Dinastía Ptolemaica) 145 - 144 a. C. como corregente Ptolomeo VI Filomáter (145 a. C.) y Cleopatra II (145-144 a. C.) | Sucesor: Ptolomeo VIII Evergétes II |